# Consolida armeniaca
Consolida armeniaca är en ranunkelväxtart som först beskrevs av Otto Stapf och Ernst Huth, och fick sitt nu gällande namn av Schröd.. Consolida armeniaca ingår i släktet åkerriddarsporrar, och familjen ranunkelväxter. Inga underarter finns listade i Catalogue of Life.